# Buenos Aires (singolo)
Buenos Aires è un singolo della rapper italiana Baby K, pubblicato il 6 marzo 2020 come secondo estratto dal quarto album in studio Donna sulla Luna.

## Video musicale
Il videoclip è stato reso disponibile il 9 marzo 2020 tramite il canale YouTube dell'interprete.

## Tracce
Testi e musiche di Nahum, Davide Petrella e Stefano Tognini.
1. Buenos Aires – 3:10